# Ataenius elongatulus
Ataenius elongatulus är en skalbaggsart som beskrevs av Macleay 1888. Ataenius elongatulus ingår i släktet Ataenius och familjen Aphodiidae. Inga underarter finns listade.